# Baie de Hakata
 (août 2015).
Si vous disposez d'ouvrages ou d'articles de référence ou si vous connaissez des sites web de qualité traitant du thème abordé ici, merci de compléter l'article en donnant les références utiles à sa vérifiabilité et en les liant à la section « Notes et références ».
La baie de Hakata (博多湾, Hakata-wan) est une baie située à Fukuoka, au nord de l'île de Kyūshū, au Japon.

## Histoire
Deux batailles y ont eu lieu, lors des invasions mongoles du Japon. Kubilai Khan qui contrôle la Chine lors de la Dynastie Yuan, lance des expéditions vers le Japon : la première bataille de la baie de Hakata en 1274, mieux connue sous le nom de bataille de Bun'ei, et la seconde bataille de la baie de Hakata en 1281, mieux connue sous le nom de bataille de Kōan.

## Géographie
La presque-île de Umino Nakamichi, continuant en tombolo la liant à l'île de Shikano-shima (志賀島).
Au centre de la baie se situe également l'île de Nokono-shima (能古島).

## Transports
Le port de Hakata comporte des ferries permettant de lier la ville avec les différentes îles de la baie, ainsi qu'avec l'île Iki, l'île Tsu-shima et la Corée du Sud, puisqu'elle est ouverte sur le détroit de Tsushima.